# Mongpawn
Mongpawn (en birmà Maingpun) és un estat dels Estats Shan dins l'estat Shan de Myanmar. Té uns 597 km². La capital és Mongpawng, a la vall de Nam Tan.

## Història
El principat era subsidiari en temps del domini birmà, i fou fundat per ordre del rei el 1816 sota jurisdicció de Mongnai. El 1882 el príncep de Mongnai es va revoltar i Mongpawn es va erigir en principat separat, va derrotar l'usurpador Twet-Nga-Lu i va ocupar Kengtung que va entregar a l'ex príncep de Mongnai al que després va ajudar a recuperar el seu principat. Va participar a contracor a la Confederació d'estats Shan contra els britànics del 1886, al front de la qual es va posar el príncep birmà Limbin, però de seguida que va poder, es va sotmetre i els britànics el van confirmar com estat separat i amb el títol de sawpaw (saofa). El juliol de 1947 el príncep Sam Htun va morir en l'atemptat contra Aung San. El 1948 els Taungthu van demanar un estat separat a la zona sud-oest dels estats shan, als principats on són majoria o una part considerable, però només els va ser atorgada una representació de tres membres sobre 25 dins el consell de l'Estat Shan. Molts taunghtu van combatre a les files dels Karen, Karenni i altres grups guerrillers.
El darrer príncep Sao Hso Hom va abdicar el 1959 i després el principat fou una de la Repúbliques de la unió d'Estats Shan que constituïren l'Estat Shan, amb vocació d'independència, però que són part de Myanmar. El príncep va tenir encara una vida política activa més enllà del 1959 i el 1962, després del cop d'estat, fou detingut durant cinc anys.

### Myosa i sawpaw de Mongpawn
- Hkun Lek 1816 - 1860
- Hkun Ti 1860 - 1880
- Hkun Ti 1880 - 1928
- Sao Sam Htun 1928 1947
- Ba Choe 1947 - ?
- Sao Hso Hom ?-1959